# Máriaradnai csodák

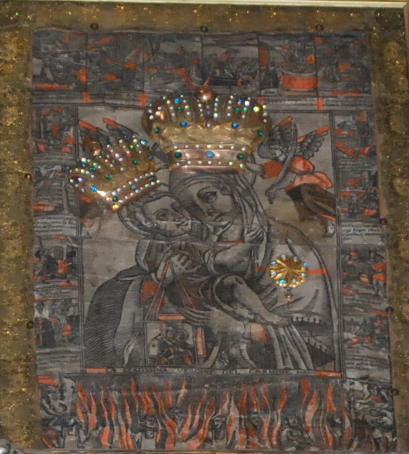
A török időkből megmaradt elfeketedett Mária-kegykép, mely a legenda szerint máglyatűzből menekült meg.

A Máriaradnai csodák egy Szűz Mária-jelenés és a pusztító török Szűz Mária-kép csodálatos épségben maradása után kialakult legenda, illetve a népszokás, mely sok bajtól való megmeneküléseket a radnai Szűz Máriának tulajdonítják a csodákat a hívők.
Máriaradna (Radna, Románia) Arad megyében Lippa településnél található.

## El nem égő papírkép

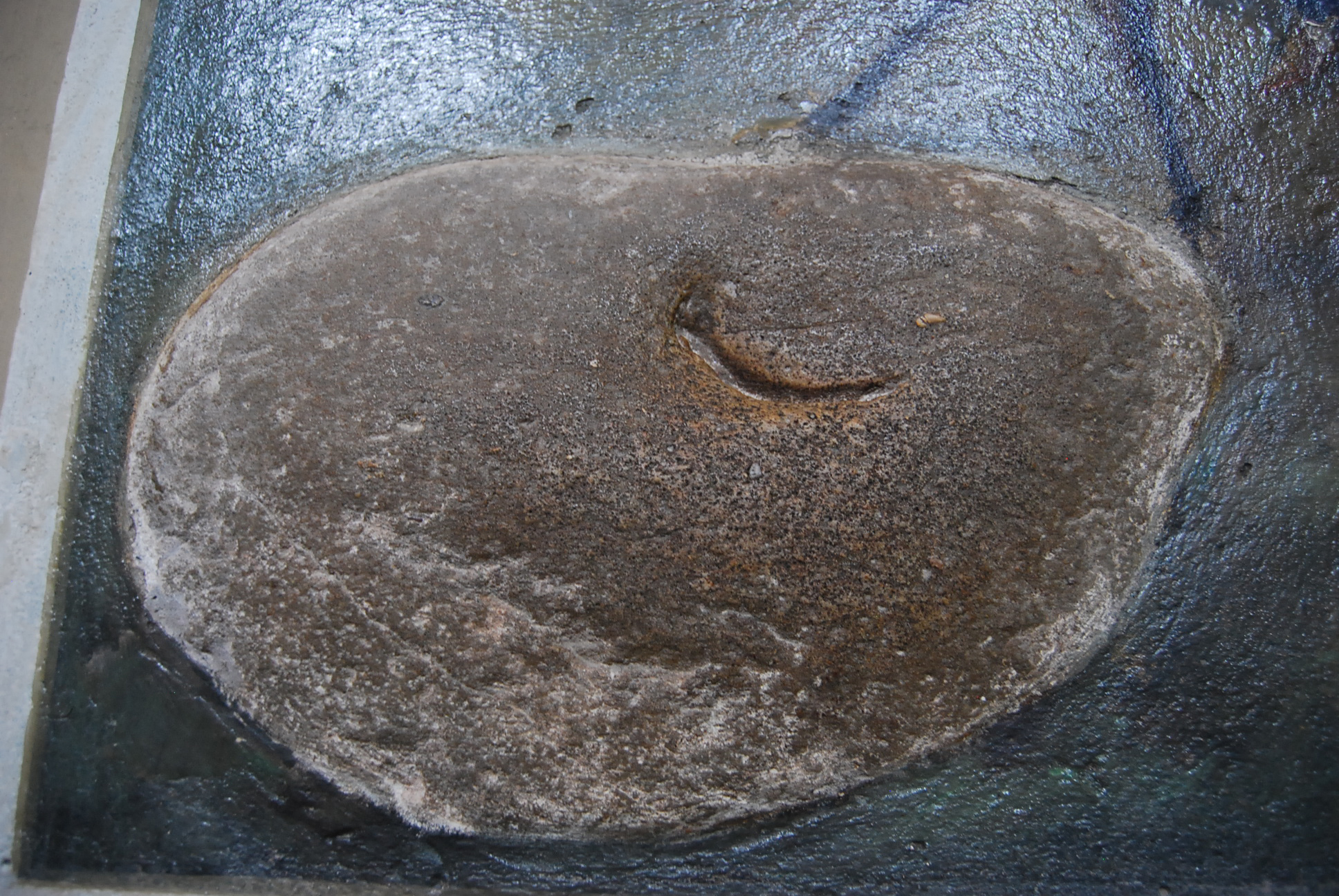
A kőbe ragadt patkónyomot ma is megvan, őrzik a templom déli falába illesztve.

Egy idős bosnyák férfi Vrichonassa György adományozott a helyi ferences rendnek egy Kármelhegyi Boldogasszonyt ábrázoló papírnyomatot. Ö ezt korábban egy olasz kereskedőtől vette és házi oltárnak használta. Ezt a képet egy fakápolnába helyezték. A radnai kolostor feljegyzése szerint 1695 szeptember 8-án a II. Musztafa oszmán szultán elfoglalta a Maros túloldalán Lippa városát, és a radnai faházakat és a kápolnát felgyújtották. A templomi kegytárgyakat egy helyre vitték és elégették. A papírkép viszont sértetlen maradt, kissé megfeketedett. A hagyomány szerint a tűz olyan nagy volt, hogy égő zsindelyek repültek fel az égbe és ráestek a török sátortáborra felgyújtván és jelentős kárt okozván abban. A legenda szerint a gyújtogatókat a  török vezér halállal büntette. Egy török szpáhi elindult, hogy a képet újra megpróbálja megsemmisíteni. A lovának patája viszont beleragadt egy kőbe, leesett és nyakát szegte. A kő mai is látható a templom déli, belső oldalába falazva, benne mélyen egy patkónyomra emlékeztető mélyedés.
Később egyházi vizsgálatot rendeltek el és Steznek János csanádi kanonok, mint vizsgálóbíró tanúvallomások alapján leírta az eseményt. A tanúságot tevők helyiek voltak, Gomilcsevics Mátyás és Antal, Dorkics Miklós, Csárik János és Guzsa Ferenc.

## Fénylő templom
A törökök elvonulása után visszaépítették a templomot.
A templom környékét Novoselics János ferences szerzetes  rendbehozta a templom környékét, kitágította és felékesítette 1722-ben. Novoselicsnek atyának egy ízben Szalpek Jakab császári főtiszt és a temesvári tanácsos említette, hogy Szalpek Máté a császári sófuvarozást felügyelő császári biztos és Edelspacher Zsigmond kamarai főtiszt többször látták a templomot nagy fényességben látni, mintha tűzben állna. Ezt a lippai török lakosok, görög ortodoxok is többször látták. Ettől fogva járnak Radnára románok, bosnyákok és más elkötelezettségű népek tisztelni a befeketedett papírkép előtt a Boldogasszonyt. Feljegyezték, hogy törökök is segítséget kaptak imájukban Istentől, és megtértek kereszténnyé.
(Különös fényjelenségeket tapasztaltak többször Egyiptomban is Mária-templomokon, melyeket lefotóztak.Lásd Zeitouni Szűz Mária-jelenés)

## Pestisjárvány megszűnése
A csodás történetet nem sokan ismerték mindaddig, amíg pestisjárvány tört ki Aradon. Egy haldokló nő még 1709-ben - Bummer Mária -, utolsó mondatának az értelme az volt, hogy addig nem fog megszűnni a járvány ameddig nem tartanak búcsújárást Radnára:
Tudtotokra légyen, hogy ezen ostora az Istennek el nem fog távozni tőletek, hacsak a radnai templomban lévő kegyelmes képet közönséges processioval meg nem látogatjátok.
Az aradi városi tanács okirata is őrzi ezt az esetet. A búcsújárást megtartották 1732 július 28-án, a férfiak fedetlen fővel, a nők kibontott hajjal, és mind mezítláb indultak a 40 kilométeres útra Radnára. A pestis rövid időn belül megszűnt. Ezután építették fel basilica minor szintre a máriaradnai templomot. A pestis emlékét az aradi szentháromság szobor is őrzi, melyet 1745-ben emeltek.

## Hálaképek, tárgyak a bajtól megóvó Szűz Máriának
A búcsújáró hely jellegzetessége a fogadalmi illetve hála adományképek és szobrok, az imameghallgatást reményében, fejében. Kétezer ilyen tárgyat őriznek itt. Az elsőt 1728-ban adományozták. Egy gyulai asszony el tudott menekülni a tolvajok elől, és ezt lerajzolva a radnai templomnak adományozta.